# Imre Komora
Imre Komora (Budapest; 5 de junio de 1940-15 de agosto de 2024) fue un futbolista y entrenador húngaro que jugó en la posición de centrocampista.

## Carrera

### Club
| Periodo   | Club                 | Apariciones | Goles |
| --------- | -------------------- | ----------- | ----- |
| 1959-1960 | Szombathelyi Haladás | 35          | 8     |
| 1961–1972 | Budapest Honvéd FC   | 277         | 64    |

### Selección nacional
Jugó para Hungría en dos ocasiones de 1960 a 1964, parte de la selección que ganó la medalla de oro en los Juegos Olímpicos de Tokio 1964 y obtuvo el tercer lugar en la Eurocopa de 1964 en España.

### Entrenador
| Periodo   | Club               |
| --------- | ------------------ |
| 1982–1986 | Budapest Honvéd FC |
| 1986      | Hungría            |
| 1987      | Budapest Honvéd FC |
| 1989–1990 | Olympiacos FC      |
| 1997–1998 | Budapest Honvéd FC |
| 1999      | Budapest Honvéd FC |

## Logros

### Jugador
- Copa de Hungría (1): 1964
- Juegos Olímpicos (1): 1964

### Entrenador
- Copa de Hungría (1): 1984/85
- Copa de Grecia (1): 1989/90